# Río Grande-i Köztársaság
A Rio Grande-i Köztársaság (spanyolul República del Río Grande) az ún. föderalista háború (1839-40) eredményeként 1840. január 17-én létrejött és egészen november 6-ig fennállt hivatalosan nem elismert államalakulat volt Északkelet-Mexikóban.

## Előzmények
Mexikóra a függetlenség 1821-es elnyerése után még rögös út várt belső helyzet megszilárdulásáig. A mexikói császárság kudarcát követően is állandósultak a viszályok és lázadások. A Texasba érkező amerikai telepesek 1836-ban elszakadtak és az ország egy sikertelen háborút vívott Franciaországgal is (cukrászdaháború), továbbá elmélyültek az ellentétek az Egyesült Államokkal is.
Antonio López de Santa Anna tábornok centralisztikus belpolitikája sem oldotta meg az instabilitás kérdését. A föderalista elvek felrúgása ellen bizonyos területek elszakadással próbálkoztak. Zacatecas (lásd: Zacatecasi Köztársaság) vagy Yucatán is próbált kiválni Mexikóból (Yucatánon állt fenn a legtovább egy szeparatista köztársaság). Emellé külföldi kalandorok fenyegették az országot, akik felbérelt zsoldoscsapatokkal próbáltak egy-egy területet megszállni és magánállamként önállósítani (Sonorai Francia Állam, Alsó-Kaliforniai Köztársaság, Sonorai Köztársaság).

## Felkelés és elszakadás Mexikótól
A ma Texashoz tartozó Laredo mellett, egy haciendán Coahuila, Új-León és Tamaulipas földbirtokosai gyűlést tartottak és megállapodtak egy új állam létrehozásán. Mivel ezen államok a Rio Grande folyó mentén fekszenek, az új államszerveződés innen kapta a Rio Grande-i Köztársaság nevet. A mozgalomnak ellenben sosem sikerült a három szövetségi állam hatósági szerveit megnyernie, így azok mindvégig a mexikói központi kormányzat mellett álltak.
A Rio Grande-i Köztársaság elnöke, a szervezkedés vezetője Jesús de Cárdenas tamaulipasi kormányzó lett, aki a többi földbirtokossal együtt létrehozta saját államapparátusát.
A felkelők mindjárt az első összecsapásban Santa Rita de Morelos mellett vereséget szenvedtek a kormányerőktől, ezért át kellett helyezniük a székhelyüket a Tamaulipasban fekvő Nueva Ciudad Guerrero városába. Október 25-én a Saltillo melletti csatában a mexikóiak döntő vereséget mértek a Rio Grande-i Köztársaságra, amelynek vezetői Texasba menekültek.
Cárdenas katonai parancsnoka Antonio Canales Rosillo feltételek mellett megadta magát a mexikóiaknak november 6-án és ezért cserébe dandártábornoki rangot kapott a hadseregben. Ezzel a Rio Grande-i Köztársaság gyakorlatilag megszűnt.

## Érdekességek
- A köztársaság lobogóját ma Laredo városa használja.
- Laredóban külön múzeum van, amely a köztársaság emlékeit gyűjti.